# Živinice, Priboj
Živinice (izvirno srbsko Живинице) je mesto v Srbiji, ki upravno spada pod Občino Priboj; slednja pa je del Zlatiborskega upravnega okraja.